# سبدنشین بال‌کوب
سبدنشین بال‌کوب (نام علمی: Cisticola ayresii) نام یک گونه از سرده سبدنشین است.